# 朱瀛達
朱瀛達，浙江餘姚人，明朝政治人物，同進士出身。

## 生平
萬曆四十年（1612年）壬子科浙江鄉試舉人，萬曆四十一年（1613年），聯登進士。任南直隶常州府宜興縣知縣。